# Oskar Kraus
Pour les articles homonymes, voir Kraus.
Oskar Kraus, né le 24 juillet 1872 à Prague et mort le 26 septembre 1942 à Oxford, est un juriste et philosophe tchèque et tchécoslovaque.

## Sélection de publications
- Das Bedürfnis : ein Beitrag zur beschreibenden Psychologie, Friedrich, Leipzig, 1894, 72 p.
- Zur Theorie des Wertes : eine Bentham-Studie, M. Niemeyer, Halle, 1901, 147 p.
- Über eine altüberlieferte Missdeutung der epideiktischen Redegattung bei Aristoteles,  M. Niemeyer, Halle, 1905, 30 p.
- Die Lehre von Lob, Lohn, Tadel und Strafe bei Aristoteles,  M. Niemeyer, Halle, 1905, 78 p.
- Neue Studien zur aristotelischen Rhetorik : inbesondere über das genos epideiktikon, M. Niemeyer, Halle, 1907, 117 p.
- Platons Hippias Minor : Versuch einer Erklärung, Taussig und Taussig, Prag, 1913, 64 p.
- Anton Marty. Sein Leben u. s. Werke, M. Niemeyer, Halle, 1916, 68 p.
- Franz Brentano, zur Kenntnis seines Lebens und seiner Lehre, O. Beck, München, 1919, 171 p.
- Franz Brentanos Stellung zur Phänomenologie und Gegenstandstheorie : Zugleich eine Einleitung in die Neuausgabe der Psychologie, E. Meiner, Leipzig, 1924, 92 p.
- Offene briefe an Albert Einstein u. Max v. Laue : über die gedanklichen grundlagen der speziellen und allgemeinen relativitätstheorie, W. Braumüller, Wien, 1925, 104 p.
- Albert Schweitzer : sein Werk und seine Weltanschauung, Pan-Verlag R. Heise, Charlottenburg, 1926, 63 p.
- Die Grundzuge der Welt- und Lebensanschauung T.G. Masaryks, Rudolf M. Rohrer, Brünn, 1930, 8 p.
- Die Werttheorien : Geschichte und Kritik, R. M. Rohrer, Brünn, Wien, Leipzig, 1937, 515 p.